# 니치난선
니치난선(일본어: 日南線)은 일본 미야자키현 미야자키시의 미나미미야자키역부터 가고시마현 시부시시의 시부시역까지 연결하는 규슈 여객철도의 철도 노선 (지방 교통선)이다.
니치난 해안이나 와니쓰카 산지를 나아가 달려, 미야자키 현 남부나 가고시마 현 동부의 시·정을 연결하는 행락 · 지역 수송 노선이다.

## 노선 정보
- 관할 (사업 종별) : 규슈 여객철도 (제 1 종 철도사업자)
- 노선거리 (영업 거리) : 88.9km
- 궤간 : 1067mm
- 역 수 : 28(기 · 종점 포함)
  - 니치난 선 소속 역으로 한정된 경우, 기점의 미나미미야자키 역(닛포 본선 소속)이 제외되어, 27역이 된다.
- 복선 구간 : 없음 (전 노선 (단선)
- 전선화 구간 : 미나미미야자키 역 - 다요시 역 간 (교류 20,000V · 50Hz)
- 폐색 방식 :
  - 미나미미야자키 역 - 다요시 역 간 : 특수 자동 폐색식 (궤도 회로 검지식)
  - 다요시 역 - 시부시 역 간 : 특수 자동 폐색식 (전자 부호 조사식)
- 최고속도 : 85km/h

전 노선 규슈 여객철도 가고시마 지사 관할이다.

## 역 목록
| 노선명    | 역 이름          | 일본어 이름 | 역간 거리 | 누적 거리 | 접속 노선                     | 소재지              | 소재지     |
| --------- | ---------------- | ----------- | --------- | --------- | ----------------------------- | ------------------- | ---------- |
| 닛포 본선 | 미야자키         | 宮崎        |           | 2.6       | 닛포 본선 (노베오카 방면)     | 미야자키현          | 미야자키시 |
| 닛포 본선 | 미나미미야자키   | 南宮崎      | 2.6       | 0.0       | 닛포 본선 (가고시마 방면)     | 미야자키현          | 미야자키시 |
| 니치난선  | 다요시           | 田吉        | 2.0       | 2.0       | 규슈 여객철도 미야자키쿠코 선 | 미야자키현          | 미야자키시 |
| 니치난선  | 미나미카타       | 南方        | 2.2       | 4.2       |                               | 미야자키현          | 미야자키시 |
| 니치난선  | 기바나           | 木花        | 3.3       | 7.5       |                               | 미야자키현          | 미야자키시 |
| 니치난선  | 운도코엔         | 運動公園    | 1.5       | 9.0       |                               | 미야자키현          | 미야자키시 |
| 니치난선  | 소산지           | 曽山寺      | 1.2       | 10.2      |                               | 미야자키현          | 미야자키시 |
| 니치난선  | 고도모노쿠니     | 子供の国    | 1.2       | 11.4      |                               | 미야자키현          | 미야자키시 |
| 니치난선  | 아오시마         | 青島        | 1.3       | 12.7      |                               | 미야자키현          | 미야자키시 |
| 니치난선  | 오류자코         | 折生迫      | 1.1       | 13.8      |                               | 미야자키현          | 미야자키시 |
| 니치난선  | 우치우미         | 内海        | 3.7       | 17.5      |                               | 미야자키현          | 미야자키시 |
| 니치난선  | 고치우미         | 小内海      | 2.4       | 19.9      |                               | 미야자키현          | 미야자키시 |
| 니치난선  | 이비이           | 伊比井      | 3.4       | 23.3      | 니치난시                      | 미야자키현          |            |
| 니치난선  | 기타고           | 北郷        | 9.2       | 32.5      | 니치난시                      | 미야자키현          |            |
| 니치난선  | 우치노다         | 内之田      | 4.6       | 37.1      | 니치난시                      | 미야자키현          |            |
| 니치난선  | 오비             | 飫肥        | 2.7       | 39.8      | 니치난시                      | 미야자키현          |            |
| 니치난선  | 니치난           | 日南        | 4.0       | 43.8      | 니치난시                      | 미야자키현          |            |
| 니치난선  | 아부라쓰         | 油津        | 2.2       | 46.0      | 니치난시                      | 미야자키현          |            |
| 니치난선  | 오도쓰           | 大堂津      | 4.3       | 50.3      | 니치난시                      | 미야자키현          |            |
| 니치난선  | 난고             | 南郷        | 2.7       | 53.0      | 니치난시                      | 미야자키현          |            |
| 니치난선  | 다니노쿠치       | 谷之口      | 3.1       | 56.1      | 니치난시                      | 미야자키현          |            |
| 니치난선  | 요와라           | 榎原        | 4.4       | 60.5      | 니치난시                      | 미야자키현          |            |
| 니치난선  | 휴가오쓰카       | 日向大束    | 8.1       | 68.6      | 구시마시                      | 미야자키현          |            |
| 니치난선  | 휴가키타카타     | 日向北方    | 3.2       | 71.8      | 구시마시                      | 미야자키현          |            |
| 니치난선  | 구시마           | 串間        | 2.6       | 74.4      | 구시마시                      | 미야자키현          |            |
| 니치난선  | 후쿠시마이마마치 | 福島今町    | 2.8       | 77.2      | 구시마시                      | 미야자키현          |            |
| 니치난선  | 후쿠시마타카마쓰 | 福島高松    | 2.4       | 79.6      | 구시마시                      | 미야자키현          |            |
| 니치난선  | 오스미나쓰이     | 大隅夏井    | 4.9       | 84.5      | 가고시마현 시부시시           | 가고시마현 시부시시 |            |
| 니치난선  | 시부시           | 志布志      | 4.4       | 88.9      | 가고시마현 시부시시           | 가고시마현 시부시시 |            |